# 半城镇
半城镇，是中华人民共和国江苏省宿迁市泗洪县下辖的一个乡镇级行政单位。2020年7月，撤销半城镇、陈圩乡，设立新的半城镇。以原半城镇、陈圩乡的行政区域，以及陈圩林场的半城分场、马浪湖分场区域为半城镇行政区域。区域面积114.29平方千米。

## 行政区划
半城镇下辖以下地区：
半城社区、雪北社区、雪南社区、安河口村、前洼村、洪安村、穆墩岛村和安河口村。